# Хасис, Лев Аронович
Лев Аронович Хасис (род. 5 июня 1966, Куйбышев) — российский и американский предприниматель и менеджер, финансист, работал на руководящих должностях в промышленности, крупных компаниях розничной торговли и банках. Работал первым заместителем председателя правления Сбербанка (2013—2022).
СЕО Х5 Retail Group (2006—2011). Старший вице-президент Walmart Stores Inc (2011-2013), Заместитель председателя совета директоров Jet.com (2015-2016). Член совета директоров ряда американских компаний, в том числе Boxed.com в 2017—2021, Kiavi.com (2017—2020), Momentus space (2017—2020). Председатель совета директоров ряда компаний (2017—2021).

## Биография
Родился 5 июня 1966 года в еврейской семье в городе Куйбышев. Его родители работали инженерами на местном авиастроительном предприятии. 1989—1990 годы — начальник отдела международных отношений Куйбышевского авиационного института. С 1991 года по 1993 год — генеральный директор АО «Самарский торговый дом». В период 1993—1994 годов — управляющий самарского филиала «Автовазбанка». В 1995—1999 годы — президент, председатель совета директоров корпорации «Авиакор». Находясь во главе завода помимо сотрудничества с КБ Туполев (избирался членом Совета Директоров и председателем Совета Директоров АНТК им. Туполев) развивал сотрудничество с КБ им. Антонова по проектам самолётов Ан-70 и Ан-140. За 4 года (1994—1998) «Авиакор» произвел и передал заказчикам больше гражданских самолётов (самолёты Ту-154М), чем все остальные авиационные заводы России вместе взятые.
С 1996 по 1998 год — по совместительству вице-президент «Альфа-банка».
С 1999 года — член совета директоров торговой сети «Перекрёсток». В 2002 году избран председателем совета директоров «Перекрёстка».
В 2001—2005 годы — председатель совета директоров московских универмагов ЦУМ и ГУМ.
С 2005 по 2014 год — член совета директоров авиакомпании «Трансаэро».
С 2006 по 2011 год — главный исполнительный директор X5 Retail Group. При Хасисе акции компании выросли с $18 до $48.
С 2007 по 2011 год — председатель президиума Ассоциации компаний розничной торговли (АКОРТ), с 2007 по 2011 год — член бюро РСПП.
В сентябре 2011 года был назначен старшим вице-президентом Walmart (США). Основные направления его работы — интеграция приобретённых сетей и глобальный леверидж. С января по август 2013 года — президент и главный исполнительный директор международного подразделения Walmart по новым форматам.
С сентября 2013 года по 22 февраля 2022 года — первый заместитель председателя правления Сбербанка, главный операционный директор. Курировал направления «Международные операции», «Технологии», «Сервисы» и ряд других блоков, в частности развитие Экосистемы Сбера.
В 2017 году вместе с Михаилом Кокоричем основали в США компанию Momentus Space, которая специализируется на области космической логистики и транспортировки. 
15 февраля 2022 года объявил о своём уходе из Сбербанка, 22 февраля 2022 года покинул Сбербанк.

## Международные санкции
Несмотря на то, что покинул Сбербанк до начала российско-украинской войны, попал под персональные санкции разных стран. С 24 марта 2022 года по 6 июля 2023 года находился под санкциями Великобритании. С 24 февраля 2022 года по 10 ноября 2023 года находился  под санкциями Канады. С 6 апреля 2022 года по 12 апреля 2024 года находился под санкциями Австралии.
Великобритания (6 июля 2023 года) , Канада (10 ноября 2023 года) и Австралия (12 апреля 2024 года) сняли санкции с Хасиса.

## Образование и учёные степени
В 1989 году закончил Куйбышевский авиационный институт, факультет самолётостроения; в 1995 году — Финансовую академию при Правительстве, факультет банковского дела.
Кандидат технических наук. В июле 2006 года в Институте системного анализа РАН защитил докторскую диссертацию по экономике.Выпускник Школы Бизнеса Станфордского Университета Graduate School of Business, Stanford University .

## Семья
Женат, 6 детей, жена — Ольга Юрьевна Хасис.

## Рейтинги и награды
В рейтинге высших руководителей — 2006—2010 газеты «Коммерсант» занимал 1—2 места в номинации «Торговля».
С 2009 по 2012 входил в состав «первую сотню» кадрового резерва управленческих кадров, составляемую под патронажем Президента России.
В 2010 году вошёл в рейтинг ста самых авторитетных россиян по версии журнала «Русский курьер».
4 июля 2016 года награждён орденом Дружбы за заслуги в развитии банковской системы России.